# Albertadromeus
Albertadromeus syntarsus
Genre
Espèce
Albertadromeus est un genre éteint de dinosaures du clade Ornithopoda de la sous-famille Orodrominae connu dans la partie supérieure de la Formation d'Oldman du Crétacé supérieur (stade Campanien moyen) de l'Alberta, au Canada. Il contient une seule espèce, Albertadromeus syntarsus.

## Étymologie
Le terme composite Albertadromeus est dérivé du nom de la province canadienne « Alberta », et du mot grec dromeus (δρομεύς) signifiant « coureur », une référence à sa nature curieuse déduite ; ainsi « coureur d'Alberta ». Le nom spécifique, syntarsus, est dérivé des mots grecs « syn » (συν) signifiant « ensemble » et « tarsus » (ταρσός) signifiant « cheville », d'où « ensemble-cheville », une référence à la condition où son péroné distal est fusionné à son tibia distal. Ce dinosaure a été décrit et nommé par Brown et al. en 2013 et l'espèce type est Albertadromeus syntarsus.

## Description
Le spécimen holotype de Albertadromeus TMP 2009.037.0044 se compose de deux vertèbres dorsales, d'une vertèbre caudale, de côtes cervicales, de tendons ossifiés, du tibia et du péroné gauches, d'un péroné droit incomplet et d'un métatarsien et d'une griffe fragmentaires. Le crâne est inconnu dans ce genre. Les auteurs notent que malgré le peu d'os récupérés, leur qualité de conservation modérée fournit néanmoins suffisamment de détails morphologiques pour permettre un diagnostic au niveau de l'espèce Son tibia allongé a été fortement corrélé avec des habitudes curieuses. Le tibia de Albertadromeus est légèrement plus allongé que celui de Orodromeus, et significativement plus allongé que celui de Parksosaurus (ROM 804), Thescelosaurus (USNM 7757 et RSM P 1225. 1), Hypsilophodon (NMHUK R5830), Dryosaurus (YPM 1876), et Stegoceras (UALVP 002). Albertadromeus était un Neornithischia de petite taille, bipède, adapté à la course.

### Diagnostic
Selon Brown et al. (2013), Albertadromeus peut être distingué sur la base des caractéristiques suivantes :
- La fibula distale est réduite à une fine feuille d'os qui est fusionnée à la surface antérieure du tibia pour le tiers distal de sa longueur (partagé avec les Heterodontosauridae).
- Le condyle latéral du tibia proximal est fortement bilobé (partagé avec Changchunsaurus, Eocursor, Hypsilophodon, Jeholosaurus, Lesothosaurus, Orodromeus, Oryctodromeus).
- Une crête cnémiale proéminente qui se projette dorsalement (et antéro-latéralement), résultant en une extrémité dorsale du tibia inclinée postérieurement (également présente chez Gasparinisaura et Micropachycephalosaurus).

## Classification
Brown et al. (2013) ont érigé un nouveau taxon, Orodrominae,, pour différencier les espèces qui sont plus étroitement liées à Orodromeus de celles qui sont plus étroitement liées à Thescelosaurus. La validité de ce nouveau taxon est soutenue par les éléments suivants : (a) le foramen magnum représente entre 20 et 30 % de la largeur du condyle occipital ; (b) le pubis est articulé avec une côte sacrée ; (c) l'épine scapulaire est nette et prononcée ; et (d) la tige fibulaire est en forme de « D » en coupe transversale. Le nouveau taxon Orodrominae comprend le dinosaure Albertadromeus, Zephyrosaurus, Orodromeus et Oryctodromeus récemment découvert. Les analyses phylogénétiques suggèrent que Albertadromeus forme un clade avec Zephyrosaurus et Orodromeus, Oryctodromeus étant moins proche. Voici un cladogramme basé sur l'analyse phylogénétique menée par Brown et al. en 2013, montrant les relations de Albertadromeus :
|  | Oryctodromeus |
|  |               |

|  | Albertadromeus |
|  |                |
|  | Orodromeus     |
|  |                |
|  | Zephyrosaurus  |
|  |                |

|  | Oryctodromeus |
|  |               |

|  | Albertadromeus |
|  |                |
|  | Orodromeus     |
|  |                |
|  | Zephyrosaurus  |
|  |                |

|  | Changchunsaurus                                                                            |
|  |                                                                                            |
|  | Haya                                                                                       |
|  |                                                                                            |
|  | Jeholosaurus                                                                               |
|  |                                                                                            |
|  | \| \| Thescelosaurus assiniboiensis \| \| \| \| \| \| Thescelosaurus neglectus \| \| \| \| |
|  |                                                                                            |
|  | Thescelosaurus assiniboiensis                                                              |
|  |                                                                                            |
|  | Thescelosaurus neglectus                                                                   |
|  |                                                                                            |

|  | Thescelosaurus assiniboiensis |
|  |                               |
|  | Thescelosaurus neglectus      |
|  |                               |

|  | Changchunsaurus                                                                            |
|  |                                                                                            |
|  | Haya                                                                                       |
|  |                                                                                            |
|  | Jeholosaurus                                                                               |
|  |                                                                                            |
|  | \| \| Thescelosaurus assiniboiensis \| \| \| \| \| \| Thescelosaurus neglectus \| \| \| \| |
|  |                                                                                            |
|  | Thescelosaurus assiniboiensis                                                              |
|  |                                                                                            |
|  | Thescelosaurus neglectus                                                                   |
|  |                                                                                            |

|  | Thescelosaurus assiniboiensis |
|  |                               |
|  | Thescelosaurus neglectus      |
|  |                               |

|  | Oryctodromeus |
|  |               |

|  | Albertadromeus |
|  |                |
|  | Orodromeus     |
|  |                |
|  | Zephyrosaurus  |
|  |                |

|  | Oryctodromeus |
|  |               |

|  | Albertadromeus |
|  |                |
|  | Orodromeus     |
|  |                |
|  | Zephyrosaurus  |
|  |                |

|  | Changchunsaurus                                                                            |
|  |                                                                                            |
|  | Haya                                                                                       |
|  |                                                                                            |
|  | Jeholosaurus                                                                               |
|  |                                                                                            |
|  | \| \| Thescelosaurus assiniboiensis \| \| \| \| \| \| Thescelosaurus neglectus \| \| \| \| |
|  |                                                                                            |
|  | Thescelosaurus assiniboiensis                                                              |
|  |                                                                                            |
|  | Thescelosaurus neglectus                                                                   |
|  |                                                                                            |

|  | Thescelosaurus assiniboiensis |
|  |                               |
|  | Thescelosaurus neglectus      |
|  |                               |

|  | Changchunsaurus                                                                            |
|  |                                                                                            |
|  | Haya                                                                                       |
|  |                                                                                            |
|  | Jeholosaurus                                                                               |
|  |                                                                                            |
|  | \| \| Thescelosaurus assiniboiensis \| \| \| \| \| \| Thescelosaurus neglectus \| \| \| \| |
|  |                                                                                            |
|  | Thescelosaurus assiniboiensis                                                              |
|  |                                                                                            |
|  | Thescelosaurus neglectus                                                                   |
|  |                                                                                            |

|  | Thescelosaurus assiniboiensis |
|  |                               |
|  | Thescelosaurus neglectus      |
|  |                               |

## Paléoécologie
Les restes du spécimen type de Albertadromeus ont été récupérés dans la localité de Canal Creek, dans la formation d'Oldman supérieure, qui fait partie du groupe Belly River en Alberta, au Canada. Le spécimen a été recueilli dans une unité de grès fin à très fin de deux mètres d'épaisseur qui s'est déposée pendant le stade Campanien de la période Crétacée, il y a environ 77 à 76 millions d'années. Ce spécimen est conservé dans la collection du Royal Tyrrell Museum of Palaeontology à Drumheller, en Alberta.
Des études suggèrent que le paléoenvironnement de la formation d'Oldman était une ancienne plaine côtière. Cette formation a produit les restes des Theropoda Saurornitholestes, Daspletosaurus, Troodon, et Dromaeosaurus, les Ceratopsidae Albertaceratops, Chasmosaurus, Anchiceratops, et Coronosaurus, les Hadrosauridae Brachylophosaurus, Gryposaurus, Parasaurolophus, Maiasaura, et Corythosaurus, ainsi que d'autres dinosaures qui partageaient leur paléoenvironnement avec Albertadromeus.